# Archethopolys gosobius
Archethopolys gosobius är en mångfotingart som beskrevs av Chamberlin 1928. Archethopolys gosobius ingår i släktet Archethopolys och familjen stenkrypare. Inga underarter finns listade i Catalogue of Life.